# Juan Zubiaurre
Juan Zubiaurre Jáuregui (Elgoibar, 10 marzo 1936 – Ordizia, 5 maggio 2011) è stato un calciatore spagnolo, di ruolo difensore.

## Carriera
Juan Zubiaurre giocò dal 1957 al 1962 con l'Osasuna. 
Nel 1962 passò alla squadra rivale del Real Saragozza.
Con la squadra aragonese disputò 58 partite tra campionato, Coppa del Re e Coppa delle Fiere e vinse due Coppe del Re e una Coppa delle Fiere.
Nella stagione 1966-1967 giocò con il Granada.

## Palmarès

### Club

#### Competizioni nazionali
- Coppa di Spagna: 2

Real Saragozza: 1963-1964, 1965-1966

#### Competizioni internazionali
- Coppa delle Fiere: 1

Real Saragozza: 1963-1964